# Паско, Рогчанда
Рогчанда Паско (род. 1975, ЮАР) — южноафриканка, которая отстаивала свои права и выступала против насилия в районе Кейп-Флэтс. В 2022 году госсекретарь США удостоил её Международной женской премии за отвагу.

## Жизнь
Паско выросла в Ретрите, Кейптаун, где насилие было и в её районе, и в её семье. Она работала в швейной промышленности, была студенткой и профсоюзным лидером, защищала права своих сверстников.
Паско переехала в Маненбург, район Кейптауна, известный как Кейп-Флэтс. В 2013 году для снижения уровня насилия был сформирован и профинансирован небольшой группой Форум безопасности Маненбурга. Её бывший муж поддерживал организацию финансами, а она была избрана председателем. Они начали кампанию «Восстановление наших улиц», пытаясь избавиться от гангстеров и торговцев наркотиками, и создали группы в WhatsApp для сообщений о преступлениях. Школьники могут попасть под перекрёстный огонь, и группа организовала для детей уроки, как реагировать на перестрелку. Они убедили местный полицейский участок выделить комнату для жертв изнасилования и домашнего насилия, и эту идею скопировали другие.
6 марта 2019 года ей позвонил зять. Неизвестные нападавшие обстреляли их квартиру, в которой спали её дети и внуки. Никто не пострадал, но она знала, что это предупреждение, поскольку была свидетельницей убийства Анджело Давидса и была готова дать показания против обвиняемых членов банды. Её зять, дочери и внуки переехали в безопасный дом, она всё же дала показания в суде, и ей посоветовали никогда не возвращаться в Маненбург.
В том же году её отправили в Лондон в качестве представителя Южной Африки в качестве активиста по борьбе с преступностью в рамках Глобальной инициативы против транснациональной организованной преступности в Лондоне.
В марте 2022 года она должна была отправиться в Вашингтон, округ Колумбия, поскольку вошла в число двенадцати женщин, выбранных из разных стран для получения Международной женской премии за отвагу, однако из-за пандемии COVID-19 награждение состоялось виртуально.